# ديريك ستارك
ديريك ستارك (بالإنجليزية: Derek Stark)‏ (19 نوفمبر 1958 بدنفيرملين في المملكة المتحدة - ) هو لاعب كرة قدم بريطاني في مركز الدفاع. لعب مع دندي يونايتد وGlenrothes F.C. ‏.

## وصلات خارجية
- ديريك ستارك على موقع قاعدة بيانات كرة القدم.إي يو (الإنجليزية)